# Nick O'Malley
Nick O' Malley (født 5. juli 1985 i Sheffield, England), engelsk musiker, er bassist i bandet Arctic Monkeys. Han erstattede Andy Nicholson som bassist i 2007.